# راک‌فور
راک‌فور (به انگلیسی: Rockfour) یک گروه سایکدلیک راک اسرائیلی است که در سال ۱۹۸۸ در خولون شکل گرفت. موسیقی آن‌ها از بیتلز، گروه‌های سایکدلیک راک دهه شصتی و د بردز تاثیرگرفته و اشعارشان به موضوع‌های گوناگون می‌پردازد و فهم‌شان آسان است.
راک‌فور اغلب آثارشان را به زبان انگلیسی اجرا کرده‌اند و به طور منظم در ایالات متحده تور برگزار می‌کنند.

## اعضای فعلی
- باروخ بن ایتسحاک: گیتار و آواز
- مارک لازار: گیتار باس و آواز
- عیسار تنن‌بائم: درامز و آواز
- یاکی گانی: کیبورد و آواز

## آلبوم‌های استودیویی

### به زبان عبری
| نام آلبوم               | سال انتشار |
| ۱. Resheth Parparim     | ۱۹۹۱       |
| ۲. Ha'ish Shera'a Hakol | ۱۹۹۵       |
| ۳. Behazara L'shablul   | ۱۹۹۶       |

### به زبان انگلیسی
| نام آلبوم                         | سال انتشار |
| ۱. Supermarket                    | ۲۰۰۰       |
| ۲. One Fantastic Day              | ۲۰۰۱       |
| ۳. Nationwide                     | ۲۰۰۴       |
| ۴. Memories of the Never Happened | ۲۰۰۷       |
| Too many organs                   |            |